# Opal (ciruela)
Opal es una variedad cultivar de ciruelo (Prunus domestica), de las denominadas ciruelas europeas, es marca registrada®.
Una variedad de ciruela criada en 1925 en la «"Horticultural Research Station"» de Alnarp, en el sur de Suecia, mediante el cruce de las variedades 'Early Favourite' x 'Reine-Claude d'Oullins'.
Las frutas son de tamaño mediano, piel de color rojo, amarillo, violeta recubierta de abundante pruina, fina, violácea clara, y su pulpa color amarillo verdoso a amarillo anaranjado, firme y muy jugosa con un sabor bastante dulce.
Tolera las zonas de rusticidad según el departamento USDA, de nivel 1 a 4.

## Sinonimia
- "Opalo".

## Historia
'Opal' es una variedad de ciruela obtenida por el cruce de las variedades 'Early Favourite' como Parental-Madre x fecundada por el polen de la variedad 'Reine-Claude d'Oullins' como Parental-Padre, en 1925 en la «"Horticultural Research Station"» de Alnarp, Suecia.
'Opal' está cultivada en diversos bancos de germoplasma de cultivos vivos, tales como en National Fruit Collection (Colección Nacional de Fruta) de Reino Unido con el número de accesión: 1976-036 y Nombre Accesión : Opal (EMLA). Fue introducida en el "Probatorio Nacional de Fruta" para evaluar sus características en 1976.

## Características
'Opal' árbol de crecimiento moderadamente vigoroso, formando una copa esférica a extendida. La fertilidad es temprana, abundante y regular. Tiene un tiempo de floración que comienza a partir del 16 de abril con el 10% de floración, para el 20 de abril tiene una floración completa (80%), y para el 29 de abril tiene un 90% de caída de pétalos.
'Opal' tiene una talla de tamaño medio de forma ovalada oblonga, con peso promedio de 27.50 g;epidermis tiene una piel de grosor medio y color rojo, amarillo, violeta recubierta de abundante pruina, fina, violácea clara; sutura con línea bien visible, de color algo más oscuro que el fruto. Situada en una depresión muy suave, algo más acentuada junto a cavidad peduncular; pedúnculo de longitud largo 16.47mm de calibre mediano, con escudete muy marcado, con la cavidad del pedúnculo estrecha, poco profunda, rebajada en la sutura y más levemente en el lado opuesto; pulpa de color amarillo blanquecino a amarillo verdoso, textura firme, jugosa, y sabor dulcemente envolvente, aromático, muy bueno.
Hueso de fácil deshuesado, grande, alargado, zona ventral poco sobresaliente, superficie rugosa.
Su tiempo de recogida de cosecha se inicia a mediados de agosto hasta septiembre. Madurada en el árbol, sabe muy bien.

## Usos
Se usa comúnmente como postre fresco de mesa buena ciruela de postre de fines de verano, y muy apta para procesamientos de conservas y de secado.

## Cultivo
Características generales, es ciruela autofecundante muy precoz. La resistencia a las heladas es media a alta, es alta frente al ataque de la polilla del ciruelo. Requiere ubicaciones medianas, suelo fértil con suficiente humedad.
Madura cuatro semanas antes que la variedad 'Victoria', es de tamaño mediano, de muy buen sabor, de color púrpura oscuro a azul. Los frutos son excelentes para secar (no se esparcen). Los árboles crecen moderadamente fuertes y tienen bonitas ramas. La variedad tendría que ser probada para la tolerancia a la sequía.
Variedad cultivada principalmente en Suecia, Reino Unido, y Noruega.